# Яновська Наталія Леонідівна
Наталія Леонідівна Яновська (? — ?) — українська радянська діячка, лікар-терапевт Долинської районної лікарні Кіровоградської області. Депутат Верховної Ради УРСР 4-го скликання.

## Біографія
Освіта вища. Закінчила медичний інститут. З 1940 року працювала лікарем.
З 1940-х років — лікар-терапевт Долинської районної лікарні Кіровоградської області. Обиралась депутатом Долинської районної ради депутатів трудящих Кіровоградської області.

## Нагороди
- медалі
- значок «Відмінник охорони здоров'я» (1954)